# Marwan Ateya
Marwan Ateya (in arabo مروان عطية‎?; Kafr el-Dawar, 1º agosto 1998) è un calciatore egiziano, centrocampista dell'Al-Ahly e della nazionale egiziana.

## Carriera

### Club
Muove i suoi primi passi nelle giovanili dell'Al-Ittihad Alessandria, che nel 2019 lo aggrega alla prima squadra. Il 10 gennaio 2023 viene ingaggiato dall'Al-Ahly, firmando un accordo valido fino al 2027.

### Nazionale
Esordisce in nazionale il 24 marzo 2023 in Egitto-Malawi (2-0), gara valida per le qualificazioni alla Coppa d'Africa 2023, subentrando all'87' al posto di Zizo. Il 30 dicembre 2023 viene incluso dal CT Rui Vitória nella rosa dei 27 convocati per la fase finale della Coppa d'Africa 2023, disputata in Costa d'Avorio. L'Egitto verrà eliminato agli ottavi di finale dalla RD del Congo ai calci di rigore.

## Statistiche

### Presenze e reti nei club
Statistiche aggiornate al 20 giugno 2025.
| Stagione                      | Squadra                       | Campionato                    | Campionato | Campionato | Coppe nazionali | Coppe nazionali | Coppe nazionali | Coppe continentali | Coppe continentali | Coppe continentali | Altre coppe  | Altre coppe | Altre coppe | Totale | Totale |
| Stagione                      | Squadra                       | Comp                          | Pres       | Reti       | Comp            | Pres            | Reti            | Comp               | Pres               | Reti               | Comp         | Pres        | Reti        | Pres   | Reti   |
| ----------------------------- | ----------------------------- | ----------------------------- | ---------- | ---------- | --------------- | --------------- | --------------- | ------------------ | ------------------ | ------------------ | ------------ | ----------- | ----------- | ------ | ------ |
| 2019-2020                     | Al-Ittihad Alessandria        | PL                            | 19         | 0          | CE              | 3               | 0               | ACC                | 0                  | 0                  | -            | -           | -           | 22     | 0      |
| 2020-2021                     | Al-Ittihad Alessandria        | PL                            | 29         | 0          | CE              | 0               | 0               | -                  | -                  | -                  | -            | -           | -           | 29     | 0      |
| 2021-2022                     | Al-Ittihad Alessandria        | PL                            | 33         | 0          | CE+CdL          | 2+1             | 0               | -                  | -                  | -                  | -            | -           | -           | 36     | 0      |
| 2022-gen. 2023                | Al-Ittihad Alessandria        | PL                            | 11         | 1          | CE              | 0               | 0               | -                  | -                  | -                  | -            | -           | -           | 11     | 1      |
| Totale Al-Ittihad Alessandria | Totale Al-Ittihad Alessandria | Totale Al-Ittihad Alessandria | 92         | 1          |                 | 6               | 0               |                    | 0                  | 0                  |              | -           | -           | 98     | 1      |
| gen.-giu. 2023                | Al-Ahly                       | PL                            | 16         | 0          | CE+CE+CdL       | 2+5+0           | 0               | CCL                | 10                 | 0                  | SE+Cmc       | 1+2         | 0           | 36     | 0      |
| 2023-2024                     | Al-Ahly                       | PL                            | 22         | 0          | CE              | 1               | 0               | AFL+CCL            | 4+10               | 0                  | SE+SA+Cmc    | 1+1+3       | 0           | 42     | 0      |
| 2024-2025                     | Al-Ahly                       | PL                            | 16+7       | 2+0        | CE+CdL          | 0+0             | 0               | CCL                | 11                 | 0                  | SE+SA+CI+Cmc | 2+1+2+2     | 0           | 41     | 2      |
| Totale Al-Ahly                | Totale Al-Ahly                | Totale Al-Ahly                | 61         | 2          |                 | 15              | 0               |                    | 28                 | 0                  |              | 15          | 0           | 119    | 2      |
| Totale carriera               | Totale carriera               | Totale carriera               | 153        | 3          |                 | 21              | 0               |                    | 28                 | 0                  |              | 15          | 0           | 217    | 3      |

### Cronologia presenze e reti in nazionale
| Cronologia completa delle presenze e delle reti in nazionale ― Egitto | Cronologia completa delle presenze e delle reti in nazionale ― Egitto | Cronologia completa delle presenze e delle reti in nazionale ― Egitto | Cronologia completa delle presenze e delle reti in nazionale ― Egitto | Cronologia completa delle presenze e delle reti in nazionale ― Egitto | Cronologia completa delle presenze e delle reti in nazionale ― Egitto | Cronologia completa delle presenze e delle reti in nazionale ― Egitto | Cronologia completa delle presenze e delle reti in nazionale ― Egitto |
| Data                                                                  | Città                                                                 | In casa                                                               | Risultato                                                             | Ospiti                                                                | Competizione                                                          | Reti                                                                  | Note                                                                  |
| --------------------------------------------------------------------- | --------------------------------------------------------------------- | --------------------------------------------------------------------- | --------------------------------------------------------------------- | --------------------------------------------------------------------- | --------------------------------------------------------------------- | --------------------------------------------------------------------- | --------------------------------------------------------------------- |
| 24-3-2023                                                             | Il Cairo                                                              | Egitto                                                                | 2 – 0                                                                 | Malawi                                                                | Qual. Coppa d'Africa 2023                                             | -                                                                     | 87’                                                                   |
| 14-6-2023                                                             | Marrakech                                                             | Guinea                                                                | 1 – 2                                                                 | Egitto                                                                | Qual. Coppa d'Africa 2023                                             | -                                                                     |                                                                       |
| 8-9-2023                                                              | Il Cairo                                                              | Egitto                                                                | 1 – 0                                                                 | Etiopia                                                               | Qual. Coppa d'Africa 2023                                             | -                                                                     | 67’                                                                   |
| 12-10-2023                                                            | al-'Ayn                                                               | Egitto                                                                | 1 – 0                                                                 | Zambia                                                                | Amichevole                                                            | -                                                                     | 65’                                                                   |
| 16-11-2023                                                            | Il Cairo                                                              | Egitto                                                                | 6 – 0                                                                 | Gibuti                                                                | Qual. Mondiali 2026                                                   | -                                                                     | 40’ 51’                                                               |
| 19-11-2023                                                            | Monrovia                                                              | Sierra Leone                                                          | 0 – 2                                                                 | Egitto                                                                | Qual. Mondiali 2026                                                   | -                                                                     | 69’                                                                   |
| 7-1-2024                                                              | Il Cairo                                                              | Egitto                                                                | 2 – 0                                                                 | Tanzania                                                              | Amichevole                                                            | -                                                                     | 46’                                                                   |
| 18-1-2024                                                             | Abidjan                                                               | Egitto                                                                | 2 – 2                                                                 | Ghana                                                                 | Coppa d'Africa 2023 - 1º turno                                        | -                                                                     | 90’                                                                   |
| 22-1-2024                                                             | Abidjan                                                               | Capo Verde                                                            | 2 – 2                                                                 | Egitto                                                                | Coppa d'Africa 2023 - 1º turno                                        | -                                                                     |                                                                       |
| 28-1-2024                                                             | San-Pedro                                                             | Egitto                                                                | 1 – 1 dts (7 – 8 dtr)                                                 | RD del Congo                                                          | Coppa d'Africa 2023 - Ottavi di finale                                | -                                                                     | 80’ 83’                                                               |
| 22-3-2024                                                             | Il Cairo                                                              | Egitto                                                                | 1 – 0                                                                 | Nuova Zelanda                                                         | Amichevole                                                            | -                                                                     |                                                                       |
| 26-3-2024                                                             | Il Cairo                                                              | Egitto                                                                | 2 – 4                                                                 | Croazia                                                               | Amichevole                                                            | -                                                                     | 85’                                                                   |
| 6-6-2024                                                              | Il Cairo                                                              | Egitto                                                                | 2 – 1                                                                 | Burkina Faso                                                          | Qual. Mondiali 2026                                                   | -                                                                     |                                                                       |
| 10-6-2024                                                             | Bissau                                                                | Guinea-Bissau                                                         | 1 – 1                                                                 | Egitto                                                                | Qual. Mondiali 2026                                                   | -                                                                     |                                                                       |
| 6-9-2024                                                              | Il Cairo                                                              | Egitto                                                                | 3 – 0                                                                 | Capo Verde                                                            | Qual. Coppa d'Africa 2025                                             | -                                                                     |                                                                       |
| 10-9-2024                                                             | Francistown                                                           | Botswana                                                              | 0 – 4                                                                 | Egitto                                                                | Qual. Coppa d'Africa 2025                                             | -                                                                     |                                                                       |
| 11-10-2024                                                            | Il Cairo                                                              | Egitto                                                                | 2 – 0                                                                 | Mauritania                                                            | Qual. Coppa d'Africa 2025                                             | -                                                                     | 84’                                                                   |
| 15-10-2024                                                            | Nouakchott                                                            | Mauritania                                                            | 0 – 1                                                                 | Egitto                                                                | Qual. Coppa d'Africa 2025                                             | -                                                                     | 72’                                                                   |
| 19-11-2024                                                            | Il Cairo                                                              | Egitto                                                                | 1 – 1                                                                 | Botswana                                                              | Qual. Coppa d'Africa 2025                                             | -                                                                     |                                                                       |
| 21-3-2025                                                             | Casablanca                                                            | Etiopia                                                               | 0 – 2                                                                 | Egitto                                                                | Qual. Mondiali 2026                                                   | -                                                                     |                                                                       |
| 25-3-2025                                                             | Il Cairo                                                              | Egitto                                                                | 1 – 0                                                                 | Sierra Leone                                                          | Qual. Mondiali 2026                                                   | -                                                                     | 90+2’                                                                 |
| Totale                                                                |                                                                       | Presenze                                                              | 21                                                                    |                                                                       | Reti                                                                  | 0                                                                     |                                                                       |

## Palmarès

### Club

#### Competizioni nazionali
- Coppa d'Egitto: 2

Al-Ahly: 2021-2022, 2022-2023
- Supercoppa d'Egitto: 3

Al-Ahly: 2022, 2023, 2024
- Campionato egiziano: 3

Al-Ahly: 2022-2023, 2023-2024, 2024-2025

#### Competizioni internazionali
- CAF Champions League: 2

Al-Ahly: 2022-2023, 2023-2024
- Coppa Intercontinentale FIFA - Coppa Africa-Asia-Pacifico: 1

Al-Ahy: 2024